# Назенфелс
Назенфелс (њем. Nassenfels) град је у њемачкој савезној држави Баварска. Једно је од 30 општинских средишта округа Ајхштет. Према процјени из 2010. у граду је живјело 1.912 становника. Посједује регионалну шифру (AGS) 9176149.

## Географски и демографски подаци
Назенфелс се налази у савезној држави Баварска у округу Ајхштет. Град се налази на надморској висини од 400 метара. Површина општине износи 18,4 km². У самом граду је, према процјени из 2010. године, живјело 1.912 становника. Просјечна густина становништва износи 104 становника/km².